# Alopia hildegardae
Alopia hildegardae is een slakkensoort uit de familie van de Clausiliidae. De wetenschappelijke naam van de soort is voor het eerst geldig gepubliceerd in 1931 door R. von Kimakowicz.